# Käte-Lassen-Schule Flensburg
Die Käte-Lassen-Schule ist eine weiterführende Schule in Flensburg. Bis 2011 war sie eine Realschule; seit dem Schuljahr 2011/12 ist sie eine Gemeinschaftsschule. 
Die Schule wurde 1951 gegründet und nach der Flensburger Malerin und Bildhauerin Berta Katharina Lassen (1880–1956) benannt. Sie setzte sich in den Anfangsjahren stark für die Schule ein. Die Schule hat etwa 500 Schüler (Stand 2019/2020), die von rund 50 Lehrern in 19 Klassen unterrichtet werden (Stand 2019/2020).

## Lage
Die Schule liegt am Ostufer der Flensburger Förde im Stadtteil Jürgensby, umgeben von Kleingärten. Diese ruhige Lage bietet eine gute Lernatmosphäre.

### Architektur und Gebäude
Die Schule ist in fünf Gebäudekomplexe eingeteilt. Im Hauptgebäude befindet sich der Großteil der Fachräume, das Lehrerzimmer und das Sekretariat, daran grenzt die Sporthalle. Daneben gibt es zwei kleinere Komplexe, in denen sich Klassenräume, der Musikraum und der Biologieraum befinden. Eines der neueren Gebäude ist das „Gartenhaus“ mit drei Klassen und zwei Computerräumen. Das neuste Gebäude enthält zwei Technikräume, die Mensa mit dem Schulkiosk, dem Raum für die Offene Ganztagsschule, die Schulbücherei. Einige Gebäude sind durch einen überdachten Gang miteinander verbunden. Auf dem Gelände der Schule gibt es viel Platz zum Spielen, besonders durch die „Spielinsel“ mit drei Trampolinen, und zum Ausruhen mit Rasenflächen, Tischtennisplatten, 2 Basketballkörben und Sitzgelegenheiten. Für die Pausen steht ein Kiosk zur Verfügung.

## Schulprofil

### Schule des Jahres 2020
In der Begründung der Jury werden die sehr breite Aufstellung der Schule betont.
Im Einzelnen wird die Auszeichnung u. a. begründet durch:
- die Einbindung von Schülern in Entscheidungen und Verantwortung (Bücherei-Team, Medienscouts, Kioskhilfen, Streitschlichter, Weihnachtsfeier-Moderatoren, Infoabend-Moderatoren, Infoabend-Lotsen, Ogata-Kursanbieter, der Schülerclub, das großartige Herausforderungen-Projekt, SV-Arbeit, KÄTE-Award usw.)
- die breitest aufgestellte Berufsvorbereitung
- die Feedback-Kultur
- die sportliche Förderung (Sportklassen, Staffeltraining, Kanu-Camps, Laufwettbewerbe, Fußballturniere usw.)
- die überall wahrnehmbare Freundlichkeit und Rücksichtnahme
- die hervorragende musikalische Förderung (Bläserklasse/Instrumentenunterricht/Chor/Schulorchester, Band)
- ein preisgekröntes Medienkonzept
- die zeitgemäße gestalterische Förderung im Bereich Digitales/Fotografie/Film/Homepage
- die Förderung digitaler Fähigkeiten und die dafür notwendige aktuelle Hardware
- die attraktiven Nachmittagsangebote der OGATA
- die gut funktionierende Einbeziehung von inklusiven Kindern und DAZ-Schülern
- die „Höfliche KÄTE“-Aktionen
- das preisgekrönte „Grüne KÄTE“-Konzept
- Offenheit und Transparenz.

### Lehrangebot
Zehn „Profis“ der Flensburger Musikschule, die im Sinfonieorchester spielen und Einzelunterricht erteilen, geben an der Käte-Lassen-Schule nachmittags Musikunterricht. Die Schule ermöglicht den Einstieg in die Musikwelt, z. B. durch die Schüler-Orchester. Die intensive Arbeit in den Bereichen Kunst, Theater und Technik fördert die kreativen Fähigkeiten und stärkt das Selbstvertrauen. Dabei arbeitet die Käte-Lassen-Schule unter anderem mit der Theaterschule Flensburg zusammen.
Die Schule legt Wert auf vielfältige Bewegungserfahrung mit einem Sportangebot für drinnen und draußen. Die Käte-Lassen-Schule kooperiert dabei mit der Universität Flensburg.
In enger Zusammenarbeit mit der Wirtschaft erhalten die Schüler Einblick in die Arbeitswelt durch Praktika, Betriebserkundungen und Begegnungen mit Fachleuten aus unterschiedlichen Berufsfeldern. In Klassenstufe 8 besuchen die Schüler eine Woche lang die Ausbildungsstätten der Handwerkskammer und erproben sich in verschiedenen Berufen. In Klassenstufe 9 absolvieren sie ein zweiwöchiges Praktikum in einem Betrieb ihrer Wahl. Die Schüler werden angehalten, sich auch in den Ferien Praktikumsplätze zu suchen. Sie können diese Praktika in einem Ausweis eintragen lassen, dem Praktikumspass.
Die Schule gibt sich durch ihre Wahlpflichtfächer ein besonderes Profil, das Zusammenhänge in der Arbeitswelt, Berufs- und Lebensplanung berücksichtigt. Die Schüler können aus 40 Kursen wählen, von Sprachen über gesellschaftliche Fragestellungen bis hin zu aktuellen Themen wie „Alles rund um den PC“ oder das „Einsteinjahr“.
Die Käte-Lassen-Schule bietet in ihrer „Ogata“ (Offene Ganztagsbetreuung) ein abwechslungsreiches Angebot für alle Klassenstufen am Nachmittag, sowie eine kostenlose Hausaufgabenbetreuung, die von Lehrern der Schule betreut wird. In kleinen Gruppen bieten Lehrer, Fachkräfte und ältere Schüler Arbeitsgemeinschaften an, zum Beispiel Volleyball, Kochen, HipHop, Zeichnen, Spiele, und ein Förderangebot in Englisch. Besonders erfolgreich ist die Schulsanitäts-AG in Zusammenarbeit mit dem DRK, die seit Jahren die höchste Anzahl an Schulsanitätern, in der Stadt Flensburg ausbildet.   Für die neunte und zehnte Klasse findet nachmittags Unterricht in Form von Wahlpflichtkursen und Sportkursen statt.

### Schüler
Die Schüler lernen in Phasen der „freien Arbeit“, mit neuen Medien umzugehen und in Projektarbeiten selbständig Verantwortung zu übernehmen. Die soziale Kompetenz wird durch klassenübergreifende Projekte mit Schülern unterschiedlichen Alters gefördert.

### Bläserklasse
In Zusammenarbeit mit der Musikschule hat die Schule die erste Klasse mit musikalischem Schwerpunkt in Flensburg eingerichtet. Alle Schüler können ein Instrument erlernen.

## Projekt HohlwegKäteGoethe
Seit dem 9. Dezember 2014 wurde ein Kooperationsvertrag, ausgehend von der Käte-Lassen-Schule, unterschrieben, der die Kooperation der drei Schulen Hohlwegschule, Käte-Lassen-Schule und Goethe-Schule beschreibt. Nachmittagskurse können von allen Schülern der Kooperationsschulen geleitet werden, sofern die Ausbildung zum „Aktionsleiter“ abgeschlossen ist.

## Auszeichnungen
Im Juni 2020 bekam die Schule im Rahmen einer Feierstunde den Titel „Schule des Jahres Schleswig-Holstein 2020“ verliehen. 

## Persönlichkeiten

### Schüler
- Nasrin Siege, Schriftstellerin
- Julien Sewering, Webvideoproduzent und Rapper

### Lehrer
- Wolfgang Börnsen (1942–2024), CDU-Politiker, Lehrer für Geschichte, Wirtschaft/Politik und Religion